# Kościół Jana Pawła II w Śniatowie
Kościół pw. Jana Pawła II – kościół filialny wybudowany w latach 2005–2011 roku, położony we wsi Śniatowo, w województwie zachodniopomorskim, w powiecie kamieńskim, w gminie Kamień Pomorski. Należy do dekanatu Kamień Pomorski. Jest to pierwszy w Polsce kościół pod wezwaniem papieża Jana Pawła II. 

## Opis
Chociaż jest to kościół współczesny, to zbudowany jest w stylu gotyckim. Budynek wykonany został z cegły i kamienia polnego na planie prostokąta z  dodanymi szkarpami, prezbiterium oraz kaplicami po jego bokach. Wieża zgrabnie łączy się z korpusem głównej nawy.
Nawę oddzielono od prezbiterium oraz bocznych ołtarzy ostrołukowymi arkadami. Centralnym punktem jest ołtarz główny, wyjątkowy ze względu na ludowy charakter rzeźbionych figur świętych, w tym większej postaci bł. Jana Pawła II. Poniżej znajduje się tabernakulum wkomponowane w rzeźbioną winorośl.
Drewniane krucyfiksy przy ołtarzu oraz przy wejściu, o unikalnie zakrzywionych ramionach, nawiązują do papieskiego krzyża. W wąskich oknach kościoła można podziwiać witraże z wizerunkami świętych i błogosławionych, takich jak bł. Matka Teresa z Kalkuty, ks. Jerzy Popiełuszko, Karolina Kózkówna, św. Urszula Ledóchowska, św. Joanna Beretta Molla oraz św. ojciec Pio.
We wnętrzu umieszczone są tablice dziękczynne.

## Historia
Wcześniejszy kościół w Śniatowie (podobnie jak w Benicach) został rozebrany w latach 50. XX wieku. Idea odbudowy kościoła w Śniatowie powstała w 2005 roku, w roku śmierci Jana Pawła II. Grupa wiernych ze Śniatowa i okolicznych miejscowości (Gańca i Giżkowa) postanowiła odbudować świątynię w miejscu, gdzie kiedyś stał kościół zburzony przez władze komunistyczne w połowie lat 50. Budowa rozpoczęła się w 2006 roku. Wmurowanie kamienia węgielnego pod budowę kościoła miało miejsce 2 kwietnia 2007 roku. Świątynia była wznoszona przez parafian, osoby bezrobotne, więźniów z zakładu karnego w Buniewicach, uczestników Szczecińskiej Pielgrzymki Rowerowej na Jasną Górę oraz motocyklistów z Klubu "Gryf" z Gryfic. W celu wsparcia budowy, wydano specjalny talar papieski z wizerunkiem Jana Pawła II oraz kościoła w Śniatowie, z którego dochód przeznaczono na prace budowlane. Budowę udało się ukończyć w 2011 roku dzięki pomocy księży z nadmorskich parafii oraz hojności wiernych ze Szczecina. Projekt nie korzystał z funduszy unijnych ani publicznych.  
Poświęcenia kościoła dokonał 14 maja 2011 roku arcybiskup Andrzej Dzięga, Metropolita Szczecińsko-Kamieński. Był to pierwszy w archidiecezji i jeden z pierwszych w Polsce kościół pw. Jana Pawła II. 